# Elezioni comunali in Campania del 2001
Le elezioni comunali in Campania del 2001 si tennero il 13 maggio, con ballottaggio il 27 maggio.

## Napoli

### Napoli
| Candidati                            | Candidati                                   | Voti                        | %      | Liste                   | Voti    | %      | Seggi |
| ------------------------------------ | ------------------------------------------- | --------------------------- | ------ | ----------------------- | ------- | ------ | ----- |
|                                      | Rosa Russo Iervolino Accede al ballottaggio | 262.818                     | 48,82  | Democratici di Sinistra | 95.184  | 20,13  | 18    |
| Partito Popolare Italiano            | Rosa Russo Iervolino Accede al ballottaggio | 262.818                     | 48,82  | 23.747                  | 5,02    | 4      |       |
| Partito della Rifondazione Comunista | Rosa Russo Iervolino Accede al ballottaggio | 262.818                     | 48,82  | 20.603                  | 4,36    | 3      |       |
| Federazione dei Verdi                | Rosa Russo Iervolino Accede al ballottaggio | 262.818                     | 48,82  | 20.031                  | 4,24    | 3      |       |
| Lista Civica per Napoli              | Rosa Russo Iervolino Accede al ballottaggio | 262.818                     | 48,82  | 16.458                  | 3,48    | 3      |       |
| Partito dei Comunisti Italiani       | Rosa Russo Iervolino Accede al ballottaggio | 262.818                     | 48,82  | 9.465                   | 2,00    | 1      |       |
| Rinnovamento Italiano                | Rosa Russo Iervolino Accede al ballottaggio | 262.818                     | 48,82  | 9.254                   | 1,96    | 1      |       |
| Socialisti Democratici Italiani      | Rosa Russo Iervolino Accede al ballottaggio | 262.818                     | 48,82  | 8.685                   | 1,84    | 1      |       |
| Unione Democratici per l'Europa      | Rosa Russo Iervolino Accede al ballottaggio | 262.818                     | 48,82  | 8.345                   | 1,76    | 1      |       |
| I Repubblicani                       | Rosa Russo Iervolino Accede al ballottaggio | 262.818                     | 48,82  | 6.629                   | 1,40    | 1      |       |
|                                      | Antonio Martusciello Accede al ballottaggio | 246.089                     | 45,71  | Forza Italia            | 82.190  | 17,38  | 10    |
| Alleanza Nazionale                   | Antonio Martusciello Accede al ballottaggio | 246.089                     | 45,71  | 46.807                  | 9,90    | 5      |       |
| Martusciello Sindaco                 | Antonio Martusciello Accede al ballottaggio | 246.089                     | 45,71  | 41.486                  | 8,77    | 5      |       |
| Partito Democratico Cristiano        | Antonio Martusciello Accede al ballottaggio | 246.089                     | 45,71  | 18.360                  | 3,88    | 2      |       |
| Centro Cristiano Democratico         | Antonio Martusciello Accede al ballottaggio | 246.089                     | 45,71  | 13.753                  | 2,91    | 1      |       |
| Nuovo PSI                            | Antonio Martusciello Accede al ballottaggio | 246.089                     | 45,71  | 8.194                   | 1,73    | -      |       |
| Partito Provinciale Europeo          | Antonio Martusciello Accede al ballottaggio | 246.089                     | 45,71  | 6,449                   | 1,36    | -      |       |
| Cristiani Democratici Uniti          | Antonio Martusciello Accede al ballottaggio | 246.089                     | 45,71  | 5.566                   | 1,18    | -      |       |
| Unione per la Repubblica             | Antonio Martusciello Accede al ballottaggio | 246.089                     | 45,71  | 2.014                   | 0,43    | -      |       |
| Lista Donne                          | Antonio Martusciello Accede al ballottaggio | 246.089                     | 45,71  | 1.216                   | 0,26    | -      |       |
| Alleanza Monarchica Popolare         | Antonio Martusciello Accede al ballottaggio | 246.089                     | 45,71  | 828                     | 0,18    | -      |       |
| Napoli Capitale                      | Antonio Martusciello Accede al ballottaggio | 246.089                     | 45,71  | 508                     | 0,11    | -      |       |
| Lega Sud Ausonia                     | Antonio Martusciello Accede al ballottaggio | 246.089                     | 45,71  | 435                     | 0,09    | -      |       |
| LibertaSport                         | Antonio Martusciello Accede al ballottaggio | 246.089                     | 45,71  | 256                     | 0,05    | -      |       |
| Seggio al candidato sindaco          | Seggio al candidato sindaco                 | Seggio al candidato sindaco | 45,71  | 1                       |         |        |       |
|                                      | Gennaro Ferrara                             | 12.789                      | 2,38   | Democrazia Europea (A)  | 11.557  | 2,44   | -     |
|                                      | Raffaele Picardi                            | 7.320                       | 1,36   | Italia dei Valori (B)   | 6.894   | 1,46   | -     |
|                                      | Antonio Nappi                               | 5.497                       | 1,02   | Diritti e Doveri        | 2.902   | 0,61   | -     |
| Con Antonio Nappi                    | Antonio Nappi                               | 5.497                       | 1,02   | 1.713                   | 0,36    | -      |       |
|                                      | Raffaele Bruno                              | 2.642                       | 0,49   | Fiamma Tricolore        | 2.352   | 0,50   | -     |
|                                      | Vincenzo Scamardella                        | 1.209                       | 0,22   | COBAS per il Comunismo  | 967     | 0,20   | -     |
| Totale                               | Totale                                      | 538.364                     | 100,00 |                         | 472.848 | 100,00 | 60    |

- La lista contrassegnata con la lettera A è apparentata al secondo turno con il candidato sindaco Antonio Martusciello.
- La lista contrassegnata con la lettera B è apparentata al secondo turno con il candidato sindaco Rosa Russo Iervolino.

### Afragola
| Candidati                            | Candidati                            | Voti                        | %      | Liste                     | Voti   | %      | Seggi |
| ------------------------------------ | ------------------------------------ | --------------------------- | ------ | ------------------------- | ------ | ------ | ----- |
|                                      | Santo Salzano Accede al ballottaggio | 16.505                      | 45,25  | Partito Popolare Italiano | 3.634  | 10,43  | 5     |
| Il Girasole                          | Santo Salzano Accede al ballottaggio | 16.505                      | 45,25  | 3.074                     | 8,82   | 4      |       |
| Democratici di Sinistra              | Santo Salzano Accede al ballottaggio | 16.505                      | 45,25  | 2.588                     | 7,43   | 3      |       |
| Partito Repubblicano Italiano        | Santo Salzano Accede al ballottaggio | 16.505                      | 45,25  | 1.721                     | 4,94   | 2      |       |
| Lista Civica Petrellese              | Santo Salzano Accede al ballottaggio | 16.505                      | 45,25  | 1.571                     | 4,51   | 2      |       |
| Rinnovamento Italiano                | Santo Salzano Accede al ballottaggio | 16.505                      | 45,25  | 1.451                     | 4,16   | 1      |       |
| Partito della Rifondazione Comunista | Santo Salzano Accede al ballottaggio | 16.505                      | 45,25  | 745                       | 2,14   | 1      |       |
| Partito dei Comunisti Italiani       | Santo Salzano Accede al ballottaggio | 16.505                      | 45,25  | 263                       | 0,75   | -      |       |
|                                      | Camillo Manna Accede al ballottaggio | 11.408                      | 31,09  | Forza Italia              | 5.859  | 16,82  | 4     |
| Centro Cristiano Democratico         | Camillo Manna Accede al ballottaggio | 11.408                      | 31,09  | 2.621                     | 7,52   | 2      |       |
| Democrazia Europea                   | Camillo Manna Accede al ballottaggio | 11.408                      | 31,09  | 1.727                     | 4,96   | 1      |       |
| Cristiani Democratici Uniti          | Camillo Manna Accede al ballottaggio | 11.408                      | 31,09  | 876                       | 2,51   | -      |       |
| Democrazia Liberale                  | Camillo Manna Accede al ballottaggio | 11.408                      | 31,09  | 584                       | 1,68   | -      |       |
| Seggio al candidato sindaco          | Seggio al candidato sindaco          | Seggio al candidato sindaco | 31,09  | 1                         |        |        |       |
|                                      | Ciro Silvestro                       | 5.439                       | 14,82  | Alleanza Nazionale        | 2.951  | 8,47   | 1     |
| Democrazia Cristiana                 | Ciro Silvestro                       | 5.439                       | 14,82  | 1.555                     | 4,46   | 1      |       |
| Città Futura                         | Ciro Silvestro                       | 5.439                       | 14,82  | 690                       | 1,98   | -      |       |
| Nuovo PSI                            | Ciro Silvestro                       | 5.439                       | 14,82  | 625                       | 1,79   | -      |       |
| Seggio al candidato sindaco          | Seggio al candidato sindaco          | Seggio al candidato sindaco | 14,82  | 1                         |        |        |       |
|                                      | Alfonso Ferrara                      | 3.243                       | 8,84   | Democrazia e Lavoro       | 2.306  | 6,62   | -     |
| Seggio al candidato sindaco          | Seggio al candidato sindaco          | Seggio al candidato sindaco | 8,84   | 1                         |        |        |       |
| Totale                               | Totale                               | 34.841                      | 100,00 |                           | 36.695 | 100,00 | 30    |

### Boscoreale
| Candidati                                             | Candidati                                 | Voti                        | %      | Liste                                | Voti   | %      | Seggi |
| ----------------------------------------------------- | ----------------------------------------- | --------------------------- | ------ | ------------------------------------ | ------ | ------ | ----- |
|                                                       | Giuseppe Sergianni Accede al ballottaggio | 7.315                       | 43,58  | Forza Italia                         | 3.554  | 22,58  | 7     |
| Alleanza Nazionale                                    | Giuseppe Sergianni Accede al ballottaggio | 7.315                       | 43,58  | 900                                  | 5,72   | 2      |       |
| Centro Cristiano Democratico                          | Giuseppe Sergianni Accede al ballottaggio | 7.315                       | 43,58  | 879                                  | 5,58   | 1      |       |
| Nuovo PSI                                             | Giuseppe Sergianni Accede al ballottaggio | 7.315                       | 43,58  | 656                                  | 4,17   | 1      |       |
| Insieme per Boscoreale                                | Giuseppe Sergianni Accede al ballottaggio | 7.315                       | 43,58  | 549                                  | 3,49   | 1      |       |
| Cristiani Democratici Uniti                           | Giuseppe Sergianni Accede al ballottaggio | 7.315                       | 43,58  | 262                                  | 1,66   | -      |       |
|                                                       | Carlo Sorrentino Accede al ballottaggio   | 6.752                       | 40,23  | Partito Popolare Italiano            | 4.061  | 25,80  | 4     |
| Rinnovamento Italiano-Socialisti Democratici Italiani | Carlo Sorrentino Accede al ballottaggio   | 6.752                       | 40,23  | 1.307                                | 8,30   | 1      |       |
| Democratici di Sinistra                               | Carlo Sorrentino Accede al ballottaggio   | 6.752                       | 40,23  | 1.137                                | 7,22   | 1      |       |
| Seggio al candidato sindaco                           | Seggio al candidato sindaco               | Seggio al candidato sindaco | 40,23  | 1                                    |        |        |       |
|                                                       | Raffaele De Falco                         | 1.402                       | 8,35   | I Democratici                        | 1.175  | 7,47   | -     |
| Seggio al candidato sindaco                           | Seggio al candidato sindaco               | Seggio al candidato sindaco | 8,35   | 1                                    |        |        |       |
|                                                       | Clara Mottola                             | 732                         | 4,36   | Democrazia Cristiana                 | 361    | 2,29   | -     |
| Democrazia Europea                                    | Clara Mottola                             | 732                         | 4,36   | 354                                  | 2,25   | -      |       |
|                                                       | Sergio D'Alessio                          | 583                         | 3,47   | Partito della Rifondazione Comunista | 545    | 3,46   | -     |
| Totale                                                | Totale                                    | 15.740                      | 100,00 |                                      | 16.784 | 100,00 | 20    |

### Caivano
| Candidati                       | Candidati                                | Voti                        | %      | Liste                   | Voti   | %      | Seggi |
| ------------------------------- | ---------------------------------------- | --------------------------- | ------ | ----------------------- | ------ | ------ | ----- |
|                                 | Domenico Semplice Accede al ballottaggio | 10.246                      | 45,65  | Democratici di Sinistra | 3.123  | 14,80  | 6     |
| Socialisti Democratici Italiani | Domenico Semplice Accede al ballottaggio | 10.246                      | 45,65  | 2.261                   | 10,71  | 4      |       |
| Federazione dei Verdi           | Domenico Semplice Accede al ballottaggio | 10.246                      | 45,65  | 1.651                   | 7,82   | 3      |       |
| Partito Popolare Italiano       | Domenico Semplice Accede al ballottaggio | 10.246                      | 45,65  | 1.160                   | 5,50   | 2      |       |
| La Vigna                        | Domenico Semplice Accede al ballottaggio | 10.246                      | 45,65  | 1.030                   | 4,88   | 2      |       |
| Partito Repubblicano Italiano   | Domenico Semplice Accede al ballottaggio | 10.246                      | 45,65  | 695                     | 3,29   | 1      |       |
| Tigre Risveglio                 | Domenico Semplice Accede al ballottaggio | 10.246                      | 45,65  | 438                     | 2,08   | -      |       |
| Rifondazione Comunista          | Domenico Semplice Accede al ballottaggio | 10.246                      | 45,65  | 236                     | 1,12   | -      |       |
|                                 | Giacinto Russo Accede al ballottaggio    | 5.854                       | 26,08  | Udeur                   | 2.401  | 11,38  | 3     |
| Democrazia Europea              | Giacinto Russo Accede al ballottaggio    | 5.854                       | 26,08  | 748                     | 3,54   | 1      |       |
| Rinnovamento Italiano           | Giacinto Russo Accede al ballottaggio    | 5.854                       | 26,08  | 631                     | 2,99   | -      |       |
| I Democratici                   | Giacinto Russo Accede al ballottaggio    | 5.854                       | 26,08  | 489                     | 2,32   | -      |       |
| Comunisti Italiani              | Giacinto Russo Accede al ballottaggio    | 5.854                       | 26,08  | 471                     | 2,23   | -      |       |
| Seggio al candidato sindaco     | Seggio al candidato sindaco              | Seggio al candidato sindaco | 26,08  | 1                       |        |        |       |
|                                 | Giuseppe Papaccioli                      | 5.732                       | 25,54  | Forza Italia            | 2.469  | 11,70  | 3     |
| Democrazia Cristiana            | Giuseppe Papaccioli                      | 5.732                       | 25,54  | 1.253                   | 5,94   | 2      |       |
| Alleanza Nazionale              | Giuseppe Papaccioli                      | 5.732                       | 25,54  | 930                     | 4,41   | 1      |       |
| Centro Cristiano Democratico    | Giuseppe Papaccioli                      | 5.732                       | 25,54  | 615                     | 2,91   | -      |       |
| Seggio al candidato sindaco     | Seggio al candidato sindaco              | Seggio al candidato sindaco | 25,54  | 1                       |        |        |       |
|                                 | Giorgio Caruso                           | 612                         | 2,73   | Delfino                 | 503    | 2,38   | -     |
| Totale                          | Totale                                   | 21.104                      | 100,00 |                         | 22.444 | 100,00 | 20    |

### Casalnuovo di Napoli
| Candidati                           | Candidati                   | Voti                        | %      | Liste                           | Voti   | %      | Seggi |
| ----------------------------------- | --------------------------- | --------------------------- | ------ | ------------------------------- | ------ | ------ | ----- |
|                                     | Antonio Peluso ✔️ Sindaco   | 21.969                      | 78,05  | Forza Italia                    | 5.289  | 20,28  | 7     |
| Democrazia Europea                  | Antonio Peluso ✔️ Sindaco   | 21.969                      | 78,05  | 3.833                           | 14,70  | 5      |       |
| Vivere Casalnuovo                   | Antonio Peluso ✔️ Sindaco   | 21.969                      | 78,05  | 3.791                           | 14,54  | 5      |       |
| Centro Cristiano Democratico        | Antonio Peluso ✔️ Sindaco   | 21.969                      | 78,05  | 2.601                           | 9,97   | 3      |       |
| Cristiani Democratici Uniti         | Antonio Peluso ✔️ Sindaco   | 21.969                      | 78,05  | 1.841                           | 7,06   | 2      |       |
| Alleanza Nazionale                  | Antonio Peluso ✔️ Sindaco   | 21.969                      | 78,05  | 1.327                           | 5,29   | 1      |       |
| Credibilità, Vivibilità, Visibilità | Antonio Peluso ✔️ Sindaco   | 21.969                      | 78,05  | 813                             | 3,12   | 1      |       |
| Nuovo Psi                           | Antonio Peluso ✔️ Sindaco   | 21.969                      | 78,05  | 501                             | 1,92   | -      |       |
| Bilancia per Casalnuovo             | Antonio Peluso ✔️ Sindaco   | 21.969                      | 78,05  | 483                             | 1,85   | -      |       |
| Partito Repubblicano Italiano-Altri | Antonio Peluso ✔️ Sindaco   | 21.969                      | 78,05  | 461                             | 1,77   | -      |       |
|                                     | Giovanni Feliciello         | 2.146                       | 7,62   | Socialisti Democratici Italiani | 786    | 3,01   | 1     |
| Comunisti Italiani                  | Giovanni Feliciello         | 2.146                       | 7,62   | 434                             | 1,66   | -      |       |
| Casalnuovo Futura                   | Giovanni Feliciello         | 2.146                       | 7,62   | 288                             | 1,10   | -      |       |
| Udeur                               | Giovanni Feliciello         | 2.146                       | 7,62   | 256                             | 0,98   | -      |       |
| Seggio al candidato sindaco         | Seggio al candidato sindaco | Seggio al candidato sindaco | 7,62   | 1                               |        |        |       |
|                                     | Giovanni Nappi              | 1.946                       | 6,91   | Democratici di Sinistra         | 1.684  | 6,46   | 1     |
| Seggio al candidato sindaco         | Seggio al candidato sindaco | Seggio al candidato sindaco | 6,91   | 1                               |        |        |       |
|                                     | Pietro D'Alisa              | 1.069                       | 3,80   | Rifondazione Comunista          | 840    | 3,22   | -     |
| Seggio al candidato sindaco         | Seggio al candidato sindaco | Seggio al candidato sindaco | 3,80   | 1                               |        |        |       |
|                                     | Francesco Mennella          | 614                         | 2,18   | Città che Vogliamo              | 517    | 1,98   | -     |
|                                     | Gabriele La Pietra          | 404                         | 1,44   | Italia dei Valori               | 332    | 1,27   | -     |
| Totale                              | Totale                      | 26.077                      | 100,00 |                                 | 28.148 | 100,00 | 30    |

### Giugliano in Campania
| Candidati                                                | Candidati                   | Voti                        | %      | Liste                         | Voti   | %      | Seggi |
| -------------------------------------------------------- | --------------------------- | --------------------------- | ------ | ----------------------------- | ------ | ------ | ----- |
|                                                          | Antonio Castaldo ✔️ Sindaco | 30.107                      | 54,58  | Forza Italia                  | 13.574 | 27,00  | 10    |
| Democrazia Europea                                       | Antonio Castaldo ✔️ Sindaco | 30.107                      | 54,58  | 5.158                         | 10,26  | 3      |       |
| Alleanza Nazionale                                       | Antonio Castaldo ✔️ Sindaco | 30.107                      | 54,58  | 3.905                         | 7,77   | 2      |       |
| Centro Cristiano Democratico-Cristiani Democratici Uniti | Antonio Castaldo ✔️ Sindaco | 30.107                      | 54,58  | 2.692                         | 5,36   | 2      |       |
| Democrazia Cristiana                                     | Antonio Castaldo ✔️ Sindaco | 30.107                      | 54,58  | 1.674                         | 3,33   | 1      |       |
| Movimento Sociale Fiamma Tricolore                       | Antonio Castaldo ✔️ Sindaco | 30.107                      | 54,58  | 392                           | 0,78   | -      |       |
|                                                          | Pasquale Parisi             | 19.060                      | 34,55  | Democratici di Sinistra       | 6.146  | 12,23  | 3     |
| Partito Popolare Italiano                                | Pasquale Parisi             | 19.060                      | 34,55  | 2.688                         | 5,35   | 1      |       |
| Partito Repubblicano Italiano                            | Pasquale Parisi             | 19.060                      | 34,55  | 2.009                         | 4,00   | 1      |       |
| Udeur-I Democratici                                      | Pasquale Parisi             | 19.060                      | 34,55  | 1.678                         | 3,34   | 1      |       |
| Socialisti Democratici Italiani                          | Pasquale Parisi             | 19.060                      | 34,55  | 1.664                         | 3,31   | 1      |       |
| Federazione dei Verdi                                    | Pasquale Parisi             | 19.060                      | 34,55  | 1.649                         | 3,28   | 1      |       |
| Rifondazione Comunista                                   | Pasquale Parisi             | 19.060                      | 34,55  | 1.643                         | 3,27   | 1      |       |
| Comunisti Italiani                                       | Pasquale Parisi             | 19.060                      | 34,55  | 248                           | 0,49   | -      |       |
| Seggio al candidato sindaco                              | Seggio al candidato sindaco | Seggio al candidato sindaco | 34,55  | 1                             |        |        |       |
|                                                          | Cesare Basile               | 4.193                       | 7,60   | Centro                        | 3.337  | 6,64   | -     |
| Seggio al candidato sindaco                              | Seggio al candidato sindaco | Seggio al candidato sindaco | 7,60   | 1                             |        |        |       |
|                                                          | Nicola D'Alterio            | 1.802                       | 3,27   | Lista civica di centro-destra | 1.811  | 3,60   | -     |
| Seggio al candidato sindaco                              | Seggio al candidato sindaco | Seggio al candidato sindaco | 3,27   | 1                             |        |        |       |
| Totale                                                   | Totale                      | 50.268                      | 100,00 |                               | 55.162 | 100,00 | 30    |

### Marano di Napoli
| Candidati                       | Candidati                               | Voti                        | %      | Liste                     | Voti   | %      | Seggi |
| ------------------------------- | --------------------------------------- | --------------------------- | ------ | ------------------------- | ------ | ------ | ----- |
|                                 | Mauro Bertini Accede al ballottaggio    | 10.768                      | 32,57  | Rifondazione Comunista    | 3.575  | 13,13  | 9     |
| I Democratici                   | Mauro Bertini Accede al ballottaggio    | 10.768                      | 32,57  | 1.903                     | 6,99   | 5      |       |
| Progetto Democratico per Marano | Mauro Bertini Accede al ballottaggio    | 10.768                      | 32,57  | 1.586                     | 5,83   | 4      |       |
|                                 | Giuseppe Spinosa Accede al ballottaggio | 11.208                      | 33,90  | Partito Popolare Italiano | 4.393  | 16,14  | 3     |
| Democratici di Sinistra         | Giuseppe Spinosa Accede al ballottaggio | 11.208                      | 33,90  | 2.850                     | 10,47  | 2      |       |
| Udeur                           | Giuseppe Spinosa Accede al ballottaggio | 11.208                      | 33,90  | 1.534                     | 5,63   | 1      |       |
| Italia dei Valori               | Giuseppe Spinosa Accede al ballottaggio | 11.208                      | 33,90  | 1.045                     | 3,84   | -      |       |
| Federazione dei Verdi           | Giuseppe Spinosa Accede al ballottaggio | 11.208                      | 33,90  | 860                       | 3,16   | -      |       |
| Socialisti Democratici Italiani | Giuseppe Spinosa Accede al ballottaggio | 11.208                      | 33,90  | 527                       | 1,94   | -      |       |
| Seggio al candidato sindaco     | Seggio al candidato sindaco             | Seggio al candidato sindaco | 33,90  | 1                         |        |        |       |
|                                 | Michele Carandente                      | 6.204                       | 18,76  | Rinnovamento Italiano     | 2.155  | 7,92   | 1     |
| Movimento Maranese Centro       | Michele Carandente                      | 6.204                       | 18,76  | 1.481                     | 5,44   | 1      |       |
| Democrazia Europea              | Michele Carandente                      | 6.204                       | 18,76  | 914                       | 3,36   | -      |       |
| Seggio al candidato sindaco     | Seggio al candidato sindaco             | Seggio al candidato sindaco | 18,76  | 1                         |        |        |       |
|                                 | Gianfranco Scoppa                       | 4.024                       | 12,17  | Alleanza Nazionale        | 3.604  | 13,24  | 1     |
| Seggio al candidato sindaco     | Seggio al candidato sindaco             | Seggio al candidato sindaco | 12,17  | 1                         |        |        |       |
|                                 | Vincenzo Cerullo                        | 859                         | 2,60   | Ppe                       | 612    | 2,25   | -     |
| Lista Donne                     | Vincenzo Cerullo                        | 859                         | 2,60   | 185                       | 0,68   | -      |       |
| Totale                          | Totale                                  | 27.224                      | 100,00 |                           | 33.063 | 100,00 | 30    |

### Mugnano di Napoli
| Candidati                                                | Candidati                               | Voti                        | %     | Liste                     | Voti   | %     | Seggi |
| -------------------------------------------------------- | --------------------------------------- | --------------------------- | ----- | ------------------------- | ------ | ----- | ----- |
|                                                          | Daniele Palumbo Accede al ballottaggio  | 6.622                       | 34,71 | Partito Popolare Italiano | 1.605  | 9,16  | 4     |
| I Democratici                                            | Daniele Palumbo Accede al ballottaggio  | 6.622                       | 34,71 | 1.592                     | 9,08   | 4     |       |
| Democrazia Europea                                       | Daniele Palumbo Accede al ballottaggio  | 6.622                       | 34,71 | 1.112                     | 6,35   | 2     |       |
| Italia dei Valori                                        | Daniele Palumbo Accede al ballottaggio  | 6.622                       | 34,71 | 728                       | 4,15   | 1     |       |
| Partito della Rifondazione Comunista                     | Daniele Palumbo Accede al ballottaggio  | 6.622                       | 34,71 | 658                       | 3,75   | 1     |       |
|                                                          | Antonio Montieri Accede al ballottaggio | 7.076                       | 37,09 | Democratici di Sinistra   | 2.583  | 14,74 | 2     |
| Udeur                                                    | Antonio Montieri Accede al ballottaggio | 7.076                       | 37,09 | 1.280                     | 7,30   | 1     |       |
| Socialisti Democratici Italiani                          | Antonio Montieri Accede al ballottaggio | 7.076                       | 37,09 | 1.125                     | 6,42   | 1     |       |
| Rinnovamento Italiano                                    | Antonio Montieri Accede al ballottaggio | 7.076                       | 37,09 | 934                       | 5,33   | -     |       |
| Federazione dei Verdi                                    | Antonio Montieri Accede al ballottaggio | 7.076                       | 37,09 | 840                       | 4,79   | -     |       |
| Comunisti Italiani                                       | Antonio Montieri Accede al ballottaggio | 7.076                       | 37,09 | 307                       | 1,75   | -     |       |
| Seggio al candidato sindaco                              | Seggio al candidato sindaco             | Seggio al candidato sindaco | 37,09 | 1                         |        |       |       |
|                                                          | Giuseppe Vallefuoco                     | 5.378                       | 28,19 | Forza Italia              | 2.130  | 12,15 | 1     |
| Alleanza Nazionale                                       | Giuseppe Vallefuoco                     | 5.378                       | 28,19 | 1.465                     | 8,36   | 1     |       |
| Nuovo Psi                                                | Giuseppe Vallefuoco                     | 5.378                       | 28,19 | 491                       | 2,80   | -     |       |
| Centro Cristiano Democratico-Cristiani Democratici Uniti | Giuseppe Vallefuoco                     | 5.378                       | 28,19 | 418                       | 2,39   | -     |       |
| Democrazia Cristiana                                     | Giuseppe Vallefuoco                     | 5.378                       | 28,19 | 256                       | 1,46   | -     |       |
| Seggio al candidato sindaco                              | Seggio al candidato sindaco             | Seggio al candidato sindaco | 28,19 | 1                         |        |       |       |
| Totale                                                   | Totale                                  | 17.524                      | 100   |                           | 19.076 | 100   | 20    |

### Poggiomarino
| Candidati                                                | Candidati                                | Voti                        | %     | Liste                           | Voti   | %     | Seggi |
| -------------------------------------------------------- | ---------------------------------------- | --------------------------- | ----- | ------------------------------- | ------ | ----- | ----- |
|                                                          | Giuseppe Zamboli Accede al ballottaggio  | 5.843                       | 48,33 | Forza Italia                    | 3.175  | 28,48 | 7     |
| Alleanza Nazionale                                       | Giuseppe Zamboli Accede al ballottaggio  | 5.843                       | 48,33 | 1.351                           | 12,12  | 3     |       |
| Centro Cristiano Democratico-Cristiani Democratici Uniti | Giuseppe Zamboli Accede al ballottaggio  | 5.843                       | 48,33 | 1.162                           | 10,42  | 2     |       |
|                                                          | Antonio Giugliano Accede al ballottaggio | 3.917                       | 32,40 | Democratici di Sinistra         | 1.807  | 16,21 | 3     |
| La Margherita                                            | Antonio Giugliano Accede al ballottaggio | 3.917                       | 32,40 | 1.596                           | 14,32  | 2     |       |
| Socialisti Democratici Italiani                          | Antonio Giugliano Accede al ballottaggio | 3.917                       | 32,40 | 379                             | 3,40   | -     |       |
| Seggio al candidato sindaco                              | Seggio al candidato sindaco              | Seggio al candidato sindaco | 32,40 | 1                               |        |       |       |
|                                                          | Vincenzo Nappo                           | 2.331                       | 19,28 | Lista civica di centro-sinistra | 1.678  | 15,05 | 1     |
| Seggio al candidato sindaco                              | Seggio al candidato sindaco              | Seggio al candidato sindaco | 19,28 | 1                               |        |       |       |
| Totale                                                   | Totale                                   | 11.148                      | 100   |                                 | 12.091 | 100   | 20    |

### Pozzuoli
| Candidati                                                | Candidati                                 | Voti                        | %     | Liste                              | Voti   | %     | Seggi |
| -------------------------------------------------------- | ----------------------------------------- | --------------------------- | ----- | ---------------------------------- | ------ | ----- | ----- |
|                                                          | Vincenzo Figliolia Accede al ballottaggio | 23.066                      | 49,52 | Partito Popolare Italiano          | 8.466  | 20,47 | 7     |
| Democratici di Sinistra                                  | Vincenzo Figliolia Accede al ballottaggio | 23.066                      | 49,52 | 7.490                              | 18,11  | 7     |       |
| Per Pozzuoli (Rinnovamento Italiano-Udeur)               | Vincenzo Figliolia Accede al ballottaggio | 23.066                      | 49,52 | 2.625                              | 6,35   | 2     |       |
| Socialisti Democratici Italiani                          | Vincenzo Figliolia Accede al ballottaggio | 23.066                      | 49,52 | 1.596                              | 3,86   | 1     |       |
| Federazione dei Verdi                                    | Vincenzo Figliolia Accede al ballottaggio | 23.066                      | 49,52 | 1.313                              | 3,17   | 1     |       |
| Comunisti Italiani                                       | Vincenzo Figliolia Accede al ballottaggio | 23.066                      | 49,52 | 413                                | 1,00   | 1     |       |
|                                                          | Mario D'Oriano Accede al ballottaggio     | 13.435                      | 28,85 | Forza Italia                       | 5.060  | 12,23 | 4     |
| Alleanza Nazionale                                       | Mario D'Oriano Accede al ballottaggio     | 13.435                      | 28,85 | 3.402                              | 8,23   | 3     |       |
| Partito Democratico Cristiano                            | Mario D'Oriano Accede al ballottaggio     | 13.435                      | 28,85 | 961                                | 2,32   | -     |       |
| Democrazia Europea                                       | Mario D'Oriano Accede al ballottaggio     | 13.435                      | 28,85 | 787                                | 1,90   | -     |       |
| Centro Cristiano Democratico-Cristiani Democratici Uniti | Mario D'Oriano Accede al ballottaggio     | 13.435                      | 28,85 | 722                                | 1,75   | -     |       |
| Partito Repubblicano Italiano                            | Mario D'Oriano Accede al ballottaggio     | 13.435                      | 28,85 | 656                                | 1,59   | -     |       |
| Nuovo PSI                                                | Mario D'Oriano Accede al ballottaggio     | 13.435                      | 28,85 | 508                                | 1,23   | -     |       |
| Seggio al candidato sindaco                              | Seggio al candidato sindaco               | Seggio al candidato sindaco | 28,85 | 1                                  |        |       |       |
|                                                          | Aldo Mobilio                              | 8.709                       | 18,70 | Per una Svolta a Pozzuoli          | 2.683  | 6,49  | 1     |
| Rifondazione Comunista                                   | Aldo Mobilio                              | 8.709                       | 18,70 | 1.894                              | 4,58   | 1     |       |
| I Democratici                                            | Aldo Mobilio                              | 8.709                       | 18,70 | 1.610                              | 3,89   | 1     |       |
| Seggio al candidato sindaco                              | Seggio al candidato sindaco               | Seggio al candidato sindaco | 18,70 | 1                                  |        |       |       |
|                                                          | Sergio Russo                              | 923                         | 1,98  | Italia dei Valori                  | 829    | 2,00  | -     |
|                                                          | Vittorio Colavitto                        | 239                         | 0,51  | Movimento Sociale Fiamma Tricolore | 181    | 0,44  | -     |
|                                                          | Vitale Cotena                             | 203                         | 0,44  | Azione Flegrea                     | 164    | 0,40  | -     |
| Totale                                                   | Totale                                    | 41.360                      | 100   |                                    | 46.575 | 100   | 30    |

### Qualiano
| Candidati                                                | Candidati                              | Voti                        | %     | Liste                   | Voti   | %     | Seggi |
| -------------------------------------------------------- | -------------------------------------- | --------------------------- | ----- | ----------------------- | ------ | ----- | ----- |
|                                                          | Michele Schiano di Visconti ✔️ Sindaco | 9.953                       | 64,02 | Forza Italia            | 5.111  | 34,88 | 8     |
| Alleanza Nazionale                                       | Michele Schiano di Visconti ✔️ Sindaco | 9.953                       | 64,02 | 2.487                   | 16,97  | 4     |       |
| Centro Cristiano Democratico-Cristiani Democratici Uniti | Michele Schiano di Visconti ✔️ Sindaco | 9.953                       | 64,02 | 1.973                   | 13,47  | 3     |       |
| Partito Democratico Cristiano                            | Michele Schiano di Visconti ✔️ Sindaco | 9.953                       | 64,02 | 133                     | 0,91   | -     |       |
|                                                          | Luigi Mancino                          | 2.123                       | 13,66 | Rinnovamento Italiano   | 1.808  | 12,34 | 1     |
| Seggio al candidato sindaco                              | Seggio al candidato sindaco            | Seggio al candidato sindaco | 13,66 | 1                       |        |       |       |
|                                                          | Andrea Granata                         | 1.807                       | 11,62 | Democratici di Sinistra | 679    | 4,63  | 1     |
| Partito Popolare Italiano                                | Andrea Granata                         | 1.807                       | 11,62 | 455                     | 3,11   | -     |       |
| Rifondazione Comunista                                   | Andrea Granata                         | 1.807                       | 11,62 | 397                     | 2,71   | -     |       |
| Seggio al candidato sindaco                              | Seggio al candidato sindaco            | Seggio al candidato sindaco | 11,62 | 1                       |        |       |       |
|                                                          | Stefano D'Angelo                       | 1.315                       | 8,46  | Democrazia Europea      | 1.154  | 7,88  | -     |
| Seggio al candidato sindaco                              | Seggio al candidato sindaco            | Seggio al candidato sindaco | 8,46  | 1                       |        |       |       |
|                                                          | Luigi Mauriello                        | 348                         | 2,24  | Il Girasole             | 455    | 3,11  | -     |
| Totale                                                   | Totale                                 | 14.652                      | 100   |                         | 15.546 | 100   | 20    |

### Quarto
| Candidati                                                | Candidati                                  | Voti                        | %     | Liste                              | Voti   | %     | Seggi |
| -------------------------------------------------------- | ------------------------------------------ | --------------------------- | ----- | ---------------------------------- | ------ | ----- | ----- |
|                                                          | Gabriele Di Criscio Accede al ballottaggio | 6.746                       | 29,38 | Forza Italia                       | 4.982  | 23,92 | 12    |
| Italia dei Valori                                        | Gabriele Di Criscio Accede al ballottaggio | 6.746                       | 29,38 | 1.011                              | 4,85   | 2     |       |
| Risveglio                                                | Gabriele Di Criscio Accede al ballottaggio | 6.746                       | 29,38 | 474                                | 2,28   | 1     |       |
| Partito Democratico Cristiano                            | Gabriele Di Criscio Accede al ballottaggio | 6.746                       | 29,38 | 398                                | 1,91   | 1     |       |
|                                                          | Sauro Secone Accede al ballottaggio        | 7.299                       | 31,78 | Democratici di Sinistra            | 3.841  | 18,44 | 4     |
| Uniti per Quarto                                         | Sauro Secone Accede al ballottaggio        | 7.299                       | 31,78 | 1.678                              | 8,06   | 1     |       |
| Comunisti Italiani                                       | Sauro Secone Accede al ballottaggio        | 7.299                       | 31,78 | 373                                | 1,79   | -     |       |
| Seggio al candidato sindaco                              | Seggio al candidato sindaco                | Seggio al candidato sindaco | 31,78 | 1                                  |        |       |       |
|                                                          | Massimo Carandente Giarrusso               | 6.742                       | 29,36 | Viva Quarto                        | 1.921  | 9,22  | 2     |
| Alleanza Nazionale                                       | Massimo Carandente Giarrusso               | 6.742                       | 29,36 | 1.573                              | 7,55   | 1     |       |
| Centro Cristiano Democratico-Cristiani Democratici Uniti | Massimo Carandente Giarrusso               | 6.742                       | 29,36 | 1.329                              | 6,38   | 1     |       |
| Nuovo Psi                                                | Massimo Carandente Giarrusso               | 6.742                       | 29,36 | 1.319                              | 6,33   | 1     |       |
| Movimento Giovanile per Quarto                           | Massimo Carandente Giarrusso               | 6.742                       | 29,36 | 399                                | 1,92   | 1     |       |
| Seggio al candidato sindaco                              | Seggio al candidato sindaco                | Seggio al candidato sindaco | 29,36 | 1                                  |        |       |       |
|                                                          | Giovanni Santoro                           | 1.541                       | 6,71  | Democrazia Europea                 | 942    | 4,52  | 1     |
| Seggio al candidato sindaco                              | Seggio al candidato sindaco                | Seggio al candidato sindaco | 6,71  | 1                                  |        |       |       |
|                                                          | Emilio Paolo Castelluccio                  | 379                         | 1,65  | Rifondazione Comunista             | 391    | 1,88  | -     |
|                                                          | Michele Padulano                           | 379                         | 1,65  | Movimento Sociale Fiamma Tricolore | 200    | 0,96  | -     |
| Totale                                                   | Totale                                     | 20.831                      | 100   |                                    | 22.964 | 100   | 30    |

### Somma Vesuviana
| Candidati                                                | Candidati                                 | Voti                        | %     | Liste                           | Voti   | %     | Seggi |
| -------------------------------------------------------- | ----------------------------------------- | --------------------------- | ----- | ------------------------------- | ------ | ----- | ----- |
|                                                          | Vincenzo D'Avino Accede al ballottaggio   | 8.526                       | 40,06 | Socialisti Democratici Italiani | 2.311  | 11,97 | 4     |
| Democratici di Sinistra                                  | Vincenzo D'Avino Accede al ballottaggio   | 8.526                       | 40,06 | 2.243                           | 11,61  | 3     |       |
| Partito Popolare Italiano                                | Vincenzo D'Avino Accede al ballottaggio   | 8.526                       | 40,06 | 1.865                           | 9,66   | 3     |       |
| Rifondazione Comunista                                   | Vincenzo D'Avino Accede al ballottaggio   | 8.526                       | 40,06 | 959                             | 4,97   | 1     |       |
| Udeur                                                    | Vincenzo D'Avino Accede al ballottaggio   | 8.526                       | 40,06 | 736                             | 3,81   | 1     |       |
|                                                          | Giovanni Cerciello Accede al ballottaggio | 5.265                       | 24,74 | Forza Italia                    | 2.895  | 14,99 | 2     |
| Nuovo Psi                                                | Giovanni Cerciello Accede al ballottaggio | 5.265                       | 24,74 | 1.039                           | 5,38   | 1     |       |
| Alleanza Nazionale                                       | Giovanni Cerciello Accede al ballottaggio | 5.265                       | 24,74 | 949                             | 4,91   | -     |       |
| Centro Cristiano Democratico-Cristiani Democratici Uniti | Giovanni Cerciello Accede al ballottaggio | 5.265                       | 24,74 | 649                             | 3,36   | -     |       |
| Seggio al candidato sindaco                              | Seggio al candidato sindaco               | Seggio al candidato sindaco | 24,74 | 1                               |        |       |       |
|                                                          | Ciro Raia                                 | 4.964                       | 23,32 | La Ginestra                     | 4.365  | 22,60 | 2     |
| Seggio al candidato sindaco                              | Seggio al candidato sindaco               | Seggio al candidato sindaco | 23,32 | 1                               |        |       |       |
|                                                          | Camillo Giordano                          | 2.528                       | 11,88 | Giordano Sindaco                | 1.301  | 6,74  | -     |
| Seggio al candidato sindaco                              | Seggio al candidato sindaco               | Seggio al candidato sindaco | 11,88 | 1                               |        |       |       |
| Totale                                                   | Totale                                    | 19.312                      | 100   |                                 | 21.283 | 100   | 30    |

### Vico Equense
| Candidati                       | Candidati                                 | Voti                        | %     | Liste                                                    | Voti   | %     | Seggi |
| ------------------------------- | ----------------------------------------- | --------------------------- | ----- | -------------------------------------------------------- | ------ | ----- | ----- |
|                                 | Giuseppe Dilengite Accede al ballottaggio | 3.919                       | 29,44 | Forza Italia                                             | 2.725  | 22,49 | 6     |
| Il Centro                       | Giuseppe Dilengite Accede al ballottaggio | 3.919                       | 29,44 | 948                                                      | 7,82   | 2     |       |
| Alleanza Nazionale              | Giuseppe Dilengite Accede al ballottaggio | 3.919                       | 29,44 | 863                                                      | 7,12   | 1     |       |
|                                 | Francesco Lombardi Accede al ballottaggio | 4.022                       | 30,21 | Città Nuova                                              | 2.011  | 16,60 | 3     |
| Partito Popolare Italiano       | Francesco Lombardi Accede al ballottaggio | 4.022                       | 30,21 | 870                                                      | 7,18   | 1     |       |
| Udeur                           | Francesco Lombardi Accede al ballottaggio | 4.022                       | 30,21 | 494                                                      | 4,08   | -     |       |
| Socialisti Democratici Italiani | Francesco Lombardi Accede al ballottaggio | 4.022                       | 30,21 | 348                                                      | 2,87   | -     |       |
| Seggio al candidato sindaco     | Seggio al candidato sindaco               | Seggio al candidato sindaco | 30,21 | 1                                                        |        |       |       |
|                                 | Giuseppe Guida                            | 2.390                       | 17,95 | Colline Vicane                                           | 1.551  | 12,80 | 2     |
| Seggio al candidato sindaco     | Seggio al candidato sindaco               | Seggio al candidato sindaco | 17,95 | 1                                                        |        |       |       |
|                                 | Armando De Rosa                           | 1.988                       | 14,93 | Centro Cristiano Democratico-Cristiani Democratici Uniti | 966    | 7,97  | 1     |
| Intesa per Vico                 | Armando De Rosa                           | 1.988                       | 14,93 | 340                                                      | 2,81   | -     |       |
| Seggio al candidato sindaco     | Seggio al candidato sindaco               | Seggio al candidato sindaco | 14,93 | 1                                                        |        |       |       |
|                                 | Raffaele Celentano                        | 502                         | 3,77  | Democrazia Europea                                       | 638    | 5,27  | -     |
| Seggio al candidato sindaco     | Seggio al candidato sindaco               | Seggio al candidato sindaco | 3,77  | 1                                                        |        |       |       |
|                                 | Colomba Volpe                             | 366                         | 2,75  | Rifondazione Comunista                                   | 266    | 2,20  | -     |
|                                 | Antonio Di Pietro                         | 127                         | 0,95  | Italia dei Valori                                        | 96     | 0,79  | -     |
| Totale                          | Totale                                    | 12.116                      | 100   |                                                          | 13.314 | 100   | 20    |

### Villaricca
| Candidati                                                | Candidati                                | Voti                        | %     | Liste                   | Voti   | %     | Seggi |
| -------------------------------------------------------- | ---------------------------------------- | --------------------------- | ----- | ----------------------- | ------ | ----- | ----- |
|                                                          | Raffaele Topo Accede al ballottaggio     | 7.681                       | 47,96 | Democratici di Sinistra | 2.250  | 15,14 | 4     |
| Partito Popolare Italiano                                | Raffaele Topo Accede al ballottaggio     | 7.681                       | 47,96 | 1.986                   | 13,37  | 4     |       |
| Il Girasole                                              | Raffaele Topo Accede al ballottaggio     | 7.681                       | 47,96 | 1.049                   | 7,06   | 2     |       |
| Villaricca Democratica                                   | Raffaele Topo Accede al ballottaggio     | 7.681                       | 47,96 | 1.021                   | 6,87   | 2     |       |
| Rifondazione Comunista                                   | Raffaele Topo Accede al ballottaggio     | 7.681                       | 47,96 | 462                     | 3,11   | -     |       |
| Rinnovamento Italiano                                    | Raffaele Topo Accede al ballottaggio     | 7.681                       | 47,96 | 190                     | 1,28   | -     |       |
|                                                          | Valentino Ligobbi Accede al ballottaggio | 7.424                       | 46,36 | Forza Italia            | 3.401  | 22,89 | 3     |
| Alleanza Nazionale                                       | Valentino Ligobbi Accede al ballottaggio | 7.424                       | 46,36 | 1.935                   | 13,02  | 2     |       |
| Centro Cristiano Democratico-Cristiani Democratici Uniti | Valentino Ligobbi Accede al ballottaggio | 7.424                       | 46,36 | 1.089                   | 7,33   | 1     |       |
| Trasparenza per Villaricca                               | Valentino Ligobbi Accede al ballottaggio | 7.424                       | 46,36 | 230                     | 1,55   | -     |       |
| Progetto Donne                                           | Valentino Ligobbi Accede al ballottaggio | 7.424                       | 46,36 | 210                     | 1,41   | -     |       |
| Nuovo Psi                                                | Valentino Ligobbi Accede al ballottaggio | 7.424                       | 46,36 | 159                     | 1,07   | -     |       |
| Movimento Sociale Fiamma Tricolore                       | Valentino Ligobbi Accede al ballottaggio | 7.424                       | 46,36 | 59                      | 0,40   | -     |       |
| Forza di Libertà                                         | Valentino Ligobbi Accede al ballottaggio | 7.424                       | 46,36 | 56                      | 0,38   | -     |       |
| Seggio al candidato sindaco                              | Seggio al candidato sindaco              | Seggio al candidato sindaco | 46,36 | 1                       |        |       |       |
|                                                          | Gennaro Maisto                           | 909                         | 5,68  | Democrazia Europea      | 760    | 5,12  | -     |
| Seggio al candidato sindaco                              | Seggio al candidato sindaco              | Seggio al candidato sindaco | 5,68  | 1                       |        |       |       |
| Totale                                                   | Totale                                   | 14.857                      | 100   |                         | 16.014 | 100   | 20    |

## Benevento

### Benevento
| Candidati                      | Candidati                                         | Voti                        | %     | Liste                                | Voti   | %     | Seggi |
| ------------------------------ | ------------------------------------------------- | --------------------------- | ----- | ------------------------------------ | ------ | ----- | ----- |
|                                | Sandro Nicola D'Alessandro Accede al ballottaggio | 14.814                      | 34,85 | Forza Italia                         | 4.757  | 12,17 | 8     |
| Alleanza Nazionale             | Sandro Nicola D'Alessandro Accede al ballottaggio | 14.814                      | 34,85 | 4.617                                | 11,81  | 7     |       |
| Centro Cristiano Democratico   | Sandro Nicola D'Alessandro Accede al ballottaggio | 14.814                      | 34,85 | 3.529                                | 9,03   | 5     |       |
| Cristiani Democratici Uniti    | Sandro Nicola D'Alessandro Accede al ballottaggio | 14.814                      | 34,85 | 2.493                                | 6,38   | 4     |       |
| Lega Sud Ausonia               | Sandro Nicola D'Alessandro Accede al ballottaggio | 14.814                      | 34,85 | 145                                  | 0,37   | -     |       |
|                                | Pasquale Grimaldi Accede al ballottaggio          | 14.017                      | 32,97 | Unione Democratici per l'Europa      | 6.154  | 15,75 | 5     |
| Democratici di Sinistra        | Pasquale Grimaldi Accede al ballottaggio          | 14.017                      | 32,97 | 3.256                                | 8,33   | 2     |       |
| Partito Popolare Italiano      | Pasquale Grimaldi Accede al ballottaggio          | 14.017                      | 32,97 | 3.071                                | 7,86   | 2     |       |
| Partito dei Comunisti Italiani | Pasquale Grimaldi Accede al ballottaggio          | 14.017                      | 32,97 | 345                                  | 0,88   | -     |       |
| Seggio al candidato sindaco    | Seggio al candidato sindaco                       | Seggio al candidato sindaco | 32,97 | 1                                    |        |       |       |
|                                | Umberto Del Basso De Caro                         | 7.376                       | 17,35 | Democratici per Benevento            | 2.928  | 7,49  | 2     |
| Socialisti per Benevento       | Umberto Del Basso De Caro                         | 7.376                       | 17,35 | 2.867                                | 7,34   | 1     |       |
| Seggio al candidato sindaco    | Seggio al candidato sindaco                       | Seggio al candidato sindaco | 17,35 | 1                                    |        |       |       |
|                                | Giuseppe De Lorenzo                               | 2.866                       | 6,74  | Lista De Lorenzo                     | 1.287  | 3,29  | -     |
| Giovani Sanniti                | Giuseppe De Lorenzo                               | 2.866                       | 6,74  | 267                                  | 0,68   | -     |       |
| Seggio al candidato sindaco    | Seggio al candidato sindaco                       | Seggio al candidato sindaco | 6,74  | 1                                    |        |       |       |
|                                | Gennaro Santamaria                                | 2.184                       | 5,14  | Democrazia Europea                   | 2.536  | 6,49  | -     |
| Seggio al candidato sindaco    | Seggio al candidato sindaco                       | Seggio al candidato sindaco | 5,14  | 1                                    |        |       |       |
|                                | Nicola Sguera                                     | 918                         | 2,16  | Partito della Rifondazione Comunista | 515    | 1,32  | -     |
|                                | Luigi Vella Orlando                               | 335                         | 0,79  | Italia dei Valori                    | 316    | 0,81  | -     |
| Totale                         | Totale                                            | 42.510                      | 100   |                                      | 39.083 | 100   | 40    |

## Caserta

### Capua
| Candidati                            | Candidati                                           | Voti                        | %     | Liste                   | Voti   | %     | Seggi |
| ------------------------------------ | --------------------------------------------------- | --------------------------- | ----- | ----------------------- | ------ | ----- | ----- |
|                                      | Alessandro Pasca di Magliano Accede al ballottaggio | 6.343                       | 49,45 | Forza Italia            | 2.440  | 20,23 | 5     |
| Centro Cristiano Democratico         | Alessandro Pasca di Magliano Accede al ballottaggio | 6.343                       | 49,45 | 1.174                   | 9,73   | 2     |       |
| Forza Capua                          | Alessandro Pasca di Magliano Accede al ballottaggio | 6.343                       | 49,45 | 633                     | 5,25   | 1     |       |
| Capua Fidelis                        | Alessandro Pasca di Magliano Accede al ballottaggio | 6.343                       | 49,45 | 603                     | 5,00   | 1     |       |
| Alleanza Nazionale                   | Alessandro Pasca di Magliano Accede al ballottaggio | 6.343                       | 49,45 | 590                     | 4,89   | 1     |       |
| Cristiani Democratici Uniti          | Alessandro Pasca di Magliano Accede al ballottaggio | 6.343                       | 49,45 | 427                     | 3,54   | 1     |       |
|                                      | Guido Raucci Accede al ballottaggio                 | 3.728                       | 29,06 | Democratici di Sinistra | 1.560  | 12,93 | 3     |
| Federazione dei Verdi                | Guido Raucci Accede al ballottaggio                 | 3.728                       | 29,06 | 463                     | 3,84   | 1     |       |
| I Democratici                        | Guido Raucci Accede al ballottaggio                 | 3.728                       | 29,06 | 435                     | 3,61   | 1     |       |
| Partito della Rifondazione Comunista | Guido Raucci Accede al ballottaggio                 | 3.728                       | 29,06 | 386                     | 3,20   | -     |       |
| Socialisti Democratici Italiani      | Guido Raucci Accede al ballottaggio                 | 3.728                       | 29,06 | 357                     | 2,96   | -     |       |
| Federazione Laburista                | Guido Raucci Accede al ballottaggio                 | 3.728                       | 29,06 | 286                     | 2,37   | -     |       |
| Seggio al candidato sindaco          | Seggio al candidato sindaco                         | Seggio al candidato sindaco | 29,06 | 1                       |        |       |       |
|                                      | Roberto Capo                                        | 1.585                       | 12,36 | L'Arcobaleno            | 610    | 5,06  | 1     |
| Partito Popolare Italiano            | Roberto Capo                                        | 1.585                       | 12,36 | 472                     | 3,91   | -     |       |
| Rinnovamento Italiano                | Roberto Capo                                        | 1.585                       | 12,36 | 467                     | 3,87   | -     |       |
| Unione Democratici per l'Europa      | Roberto Capo                                        | 1.585                       | 12,36 | 88                      | 0,73   | -     |       |
| Seggio al candidato sindaco          | Seggio al candidato sindaco                         | Seggio al candidato sindaco | 12,36 | 1                       |        |       |       |
|                                      | Gaetano Ferraro                                     | 752                         | 5,86  | Democrazia Europea      | 653    | 5,41  | -     |
| Seggio al candidato sindaco          | Seggio al candidato sindaco                         | Seggio al candidato sindaco | 5,86  | 1                       |        |       |       |
|                                      | Francesco Comune                                    | 419                         | 3,27  | Lista Civica            | 316    | 0,81  | -     |
| Totale                               | Totale                                              | 12.062                      | 100   |                         | 12.827 | 100   | 20    |

### Maddaloni
| Candidati                            | Candidati                                 | Voti                        | %     | Liste                        | Voti   | %     | Seggi |
| ------------------------------------ | ----------------------------------------- | --------------------------- | ----- | ---------------------------- | ------ | ----- | ----- |
|                                      | Francesco Lombardi Accede al ballottaggio | 10.652                      | 45,12 | Partito Popolare Italiano    | 4.322  | 19,71 | 8     |
| Democratici di Sinistra              | Francesco Lombardi Accede al ballottaggio | 10.652                      | 45,12 | 3.264                        | 14,88  | 6     |       |
| Comunisti Italiani                   | Francesco Lombardi Accede al ballottaggio | 10.652                      | 45,12 | 1.524                        | 6,95   | 2     |       |
| Lista Civica                         | Francesco Lombardi Accede al ballottaggio | 10.652                      | 45,12 | 1.396                        | 6,37   | 2     |       |
| Unione Democratici per l'Europa      | Francesco Lombardi Accede al ballottaggio | 10.652                      | 45,12 | 125                          | 0,57   | -     |       |
|                                      | Nicola Corbo Accede al ballottaggio       | 6.796                       | 28,79 | Democrazia Europea           | 1.970  | 8,98  | 2     |
| Cristiani Democratici Uniti          | Nicola Corbo Accede al ballottaggio       | 6.796                       | 28,79 | 1.601                        | 7,30   | 2     |       |
| Forza Italia                         | Nicola Corbo Accede al ballottaggio       | 6.796                       | 28,79 | 1.477                        | 6,73   | 1     |       |
| Alleanza Nazionale                   | Nicola Corbo Accede al ballottaggio       | 6.796                       | 28,79 | 1.214                        | 5,54   | 1     |       |
| Seggio al candidato sindaco          | Seggio al candidato sindaco               | Seggio al candidato sindaco | 28,79 | 1                            |        |       |       |
|                                      | Pasquale Nappo                            | 3.123                       | 13,23 | I Democratici-Altri          | 1.728  | 7,88  | 1     |
| Partito della Rifondazione Comunista | Pasquale Nappo                            | 3.123                       | 13,23 | 1.012                        | 4,61   | 1     |       |
| Seggio al candidato sindaco          | Seggio al candidato sindaco               | Seggio al candidato sindaco | 13,23 | 1                            |        |       |       |
|                                      | Salvatore Mataluna                        | 2.318                       | 9,82  | Centro Cristiano Democratico | 1.853  | 8,45  | 1     |
| Seggio al candidato sindaco          | Seggio al candidato sindaco               | Seggio al candidato sindaco | 9,82  | 1                            |        |       |       |
|                                      | Francesco D'Angelo                        | 718                         | 3,04  | Lista Civica                 | 446    | 2,03  | -     |
| Totale                               | Totale                                    | 21.932                      | 100   |                              | 23.607 | 100   | 30    |

### Marcianise
| Candidati                     | Candidati                                      | Voti                        | %     | Liste                                | Voti   | %     | Seggi |
| ----------------------------- | ---------------------------------------------- | --------------------------- | ----- | ------------------------------------ | ------ | ----- | ----- |
|                               | Filippo Fecondo Accede al ballottaggio         | 8.439                       | 34,54 | Lista civica di centro-sinistra      | 4.022  | 17,32 | 9     |
| Democratici di Sinistra       | Filippo Fecondo Accede al ballottaggio         | 8.439                       | 34,54 | 3.678                                | 15,84  | 9     |       |
|                               | Angelo Zarrillo Maietta Accede al ballottaggio | 9.076                       | 37,14 | Democrazia Europea                   | 6.821  | 29,38 | 5     |
| Solidarietà e Progresso       | Angelo Zarrillo Maietta Accede al ballottaggio | 9.076                       | 37,14 | 1.952                                | 8,41   | 1     |       |
| Seggio al candidato sindaco   | Seggio al candidato sindaco                    | Seggio al candidato sindaco | 37,14 | 1                                    |        |       |       |
|                               | Gerardo Trombetta                              | 6.538                       | 26,76 | Forza Italia                         | 3.217  | 13,86 | 2     |
| Lista civica di centro-destra | Gerardo Trombetta                              | 6.538                       | 26,76 | 1.158                                | 4,99   | 1     |       |
| Alleanza Nazionale            | Gerardo Trombetta                              | 6.538                       | 26,76 | 1.137                                | 4,90   | 1     |       |
| Centro Cristiano Democratico  | Gerardo Trombetta                              | 6.538                       | 26,76 | 1.020                                | 4,39   | 1     |       |
| Seggio al candidato sindaco   | Seggio al candidato sindaco                    | Seggio al candidato sindaco | 26,76 | 1                                    |        |       |       |
|                               | Domenico Mario Giuliano                        | 382                         | 1,56  | Partito della Rifondazione Comunista | 211    | 0,91  | -     |
| Totale                        | Totale                                         | 23.216                      | 100   |                                      | 24.435 | 100   | 30    |

### San Felice a Cancello
| Candidati                     | Candidati                                  | Voti                        | %     | Liste                  | Voti   | %     | Seggi |
| ----------------------------- | ------------------------------------------ | --------------------------- | ----- | ---------------------- | ------ | ----- | ----- |
|                               | Antonio Basilicata Accede al ballottaggio  | 5.239                       | 48,03 | Insieme per San Felice | 3.285  | 32,05 | 7     |
| Unione Popolare               | Antonio Basilicata Accede al ballottaggio  | 5.239                       | 48,03 | 1.266                  | 12,35  | 2     |       |
|                               | Carmine Campagnuolo Accede al ballottaggio | 5.161                       | 47,31 | Forza Italia           | 1.291  | 12,60 | 3     |
| Lista civica                  | Carmine Campagnuolo Accede al ballottaggio | 5.161                       | 47,31 | 1.034                  | 10,09  | 2     |       |
| Democrazia Europea            | Carmine Campagnuolo Accede al ballottaggio | 5.161                       | 47,31 | 995                    | 9,71   | 2     |       |
| Centro Cristiano Democratico  | Carmine Campagnuolo Accede al ballottaggio | 5.161                       | 47,31 | 911                    | 8,89   | 2     |       |
| Alleanza Nazionale            | Carmine Campagnuolo Accede al ballottaggio | 5.161                       | 47,31 | 733                    | 7,15   | 1     |       |
| Partito Repubblicano Italiano | Carmine Campagnuolo Accede al ballottaggio | 5.161                       | 47,31 | 358                    | 3,49   | -     |       |
| Seggio al candidato sindaco   | Seggio al candidato sindaco                | Seggio al candidato sindaco | 47,31 | 1                      |        |       |       |
|                               | Roberto Malinconico                        | 508                         | 4,66  | Sinistra               | 376    | 3,67  | -     |
| Totale                        | Totale                                     | 10.249                      | 100   |                        | 10.908 | 100   | 20    |

### San Nicola la Strada
| Candidati                                                | Candidati                                   | Voti                        | %     | Liste                   | Voti   | %     | Seggi |
| -------------------------------------------------------- | ------------------------------------------- | --------------------------- | ----- | ----------------------- | ------ | ----- | ----- |
|                                                          | Antgelo Pascariello Accede al ballottaggio  | 3.668                       | 29,80 | Insieme                 | 2.600  | 23,71 | 10    |
| Neopolis (Città Nuova)                                   | Antgelo Pascariello Accede al ballottaggio  | 3.668                       | 29,80 | 745                     | 6,79   | 2     |       |
|                                                          | Pasquale Delli Paoli Accede al ballottaggio | 2.992                       | 24,31 | Forza Italia            | 2.129  | 19,42 | 3     |
| Democrazia Europea                                       | Pasquale Delli Paoli Accede al ballottaggio | 2.992                       | 24,31 | 558                     | 5,09   | -     |       |
| Centro Cristiano Democratico-Cristiani Democratici Uniti | Pasquale Delli Paoli Accede al ballottaggio | 2.992                       | 24,31 | 486                     | 4,46   | -     |       |
| Seggio al candidato sindaco                              | Seggio al candidato sindaco                 | Seggio al candidato sindaco | 24,31 | 1                       |        |       |       |
|                                                          | Vincenzo Battaglia                          | 2.687                       | 21,83 | Democratici di Sinistra | 1.045  | 9,93  | 1     |
| Rifondazione Comunista                                   | Vincenzo Battaglia                          | 2.687                       | 21,83 | 698                     | 6,37   | -     |       |
| Comunisti Italiani                                       | Vincenzo Battaglia                          | 2.687                       | 21,83 | 232                     | 2,12   | -     |       |
| Seggio al candidato sindaco                              | Seggio al candidato sindaco                 | Seggio al candidato sindaco | 21,83 | 1                       |        |       |       |
|                                                          | Mario Campofreda                            | 1.649                       | 13,40 | Alleanza Nazionale      | 1.425  | 13,00 | 1     |
| Seggio al candidato sindaco                              | Seggio al candidato sindaco                 | Seggio al candidato sindaco | 13,40 | 1                       |        |       |       |
|                                                          | Lucia Esposito                              | 851                         | 6,91  | San Nicola Popolare     | 433    | 3,95  | -     |
| Primavera                                                | Lucia Esposito                              | 851                         | 6,91  | 206                     | 1,88   | -     |       |
|                                                          | Tommaso Di Fratta                           | 460                         | 3,74  | Italia dei Valori       | 405    | 3,69  | -     |
| Totale                                                   | Totale                                      | 10.965                      | 100   |                         | 12.307 | 100   | 20    |

## Salerno

### Salerno
| Candidati                                                | Candidati                   | Voti                        | %     | Liste                          | Voti   | %     | Seggi |
| -------------------------------------------------------- | --------------------------- | --------------------------- | ----- | ------------------------------ | ------ | ----- | ----- |
|                                                          | Mario De Biase ✔️ Sindaco   | 53.226                      | 55,10 | Progressisti per Salerno       | 25.806 | 29,78 | 14    |
| La Margherita                                            | Mario De Biase ✔️ Sindaco   | 53.226                      | 55,10 | 10.768                         | 12,42  | 5     |       |
| Partito della Rifondazione Comunista                     | Mario De Biase ✔️ Sindaco   | 53.226                      | 55,10 | 5.789                          | 6,68   | 3     |       |
| Federazione dei Verdi                                    | Mario De Biase ✔️ Sindaco   | 53.226                      | 55,10 | 3.345                          | 3,86   | 1     |       |
| Socialisti Democratici Italiani                          | Mario De Biase ✔️ Sindaco   | 53.226                      | 55,10 | 2.409                          | 2,78   | 1     |       |
|                                                          | Aniello Salzano             | 31.063                      | 32,16 | Forza Italia                   | 15.136 | 17,46 | 8     |
| Alleanza Nazionale                                       | Aniello Salzano             | 31.063                      | 32,16 | 6.143                          | 7,09   | 3     |       |
| Centro Cristiano Democratico-Cristiani Democratici Uniti | Aniello Salzano             | 31.063                      | 32,16 | 4.084                          | 4,71   | 2     |       |
| Partito Democratico Cristiano                            | Aniello Salzano             | 31.063                      | 32,16 | 1.594                          | 1,84   | -     |       |
| Seggio al candidato sindaco                              | Seggio al candidato sindaco | Seggio al candidato sindaco | 32,16 | 1                              |        |       |       |
|                                                          | Romano Ciccone              | 4.520                       | 4,68  | Democrazia Europea             | 4.393  | 5,07  | 1     |
| Seggio al candidato sindaco                              | Seggio al candidato sindaco | Seggio al candidato sindaco | 4,68  | 1                              |        |       |       |
|                                                          | Mario Borrelli              | 2.515                       | 2,60  | Lista civica di centro         | 2.342  | 2,70  | -     |
|                                                          | Vincenzo Giordano           | 2.111                       | 2,19  | Nuovo PSI                      | 2.025  | 2,34  | -     |
|                                                          | Carlo Pirfo                 | 1.075                       | 1,11  | Fiamma Tricolore               | 1.044  | 1,20  | -     |
|                                                          | Emiddio Gallo               | 819                         | 0,85  | Partito dei Comunisti Italiani | 754    | 0,87  | -     |
|                                                          | Gaetano De Simone           | 659                         | 0,68  | Il Porto                       | 533    | 0,61  | -     |
|                                                          | Maurizio Provenza           | 612                         | 0,63  | Lista Emma Bonino              | 503    | 0,58  | -     |
| Totale                                                   | Totale                      | 86.668                      | 100   |                                | 96.600 | 100   | 40    |

### Cava de' Tirreni
| Candidati                            | Candidati                                 | Voti                        | %     | Liste                       | Voti   | %     | Seggi |
| ------------------------------------ | ----------------------------------------- | --------------------------- | ----- | --------------------------- | ------ | ----- | ----- |
|                                      | Alfredo Messina Accede al ballottaggio    | 11.832                      | 32,74 | Forza Italia                | 7.491  | 23,63 | 12    |
| Centro Cristiano Democratico         | Alfredo Messina Accede al ballottaggio    | 11.832                      | 32,74 | 3.413                       | 10,77  | 5     |       |
|                                      | Francesco Musumeci Accede al ballottaggio | 13.896                      | 38,45 | Progressisti per Cava       | 5.889  | 18,58 | 4     |
| Partito Popolare Italiano            | Francesco Musumeci Accede al ballottaggio | 13.896                      | 38,45 | 2.086                       | 6,58   | 1     |       |
| Lista civica di centro-sinistra      | Francesco Musumeci Accede al ballottaggio | 13.896                      | 38,45 | 1.685                       | 5,32   | 1     |       |
| I Democratici                        | Francesco Musumeci Accede al ballottaggio | 13.896                      | 38,45 | 1.445                       | 4,56   | 1     |       |
| Rinnovamento Italiano-Udeur          | Francesco Musumeci Accede al ballottaggio | 13.896                      | 38,45 | 1.366                       | 4,31   | -     |       |
| Partito della Rifondazione Comunista | Francesco Musumeci Accede al ballottaggio | 13.896                      | 38,45 | 1.007                       | 3,18   | -     |       |
| Seggio al candidato sindaco          | Seggio al candidato sindaco               | Seggio al candidato sindaco | 38,45 | 1                           |        |       |       |
|                                      | Marco Galdi                               | 8.994                       | 24,88 | Azzurri per Cava            | 3.343  | 10,55 | 2     |
| Alleanza Nazionale                   | Marco Galdi                               | 8.994                       | 24,88 | 2.950                       | 9,31   | 1     |       |
| Seggio al candidato sindaco          | Seggio al candidato sindaco               | Seggio al candidato sindaco | 24,88 | 1                           |        |       |       |
|                                      | Alfonso Laudato                           | 1.492                       | 3,93  | Cristiani Democratici Uniti | 1.020  | 3,22  | -     |
| Seggio al candidato sindaco          | Seggio al candidato sindaco               | Seggio al candidato sindaco | 3,93  | 1                           |        |       |       |
| Totale                               | Totale                                    | 31.695                      | 100   |                             | 36.144 | 100   | 30    |

### Nocera Superiore
| Candidati                                                | Candidati                                     | Voti                        | %     | Liste                     | Voti   | %     | Seggi |
| -------------------------------------------------------- | --------------------------------------------- | --------------------------- | ----- | ------------------------- | ------ | ----- | ----- |
|                                                          | Gaetano Montalbano Accede al ballottaggio     | 4.750                       | 30,59 | Forza Italia              | 1.800  | 12,62 | 5     |
| Città Nuova                                              | Gaetano Montalbano Accede al ballottaggio     | 4.750                       | 30,59 | 1.161                     | 8,14   | 3     |       |
| Centro Cristiano Democratico-Cristiani Democratici Uniti | Gaetano Montalbano Accede al ballottaggio     | 4.750                       | 30,59 | 758                       | 5,31   | 2     |       |
| Alleanza Nazionale                                       | Gaetano Montalbano Accede al ballottaggio     | 4.750                       | 30,59 | 301                       | 2,11   | -     |       |
| Partito Repubblicano Italiano                            | Gaetano Montalbano Accede al ballottaggio     | 4.750                       | 30,59 | 235                       | 1,65   | -     |       |
|                                                          | Adriana Greco Lambiase Accede al ballottaggio | 5.915                       | 38,09 | Partito Popolare Italiano | 2.038  | 14,28 | 2     |
| I Democratici                                            | Adriana Greco Lambiase Accede al ballottaggio | 5.915                       | 38,09 | 1.202                     | 8,43   | 1     |       |
| Centro                                                   | Adriana Greco Lambiase Accede al ballottaggio | 5.915                       | 38,09 | 1.062                     | 7,44   | 1     |       |
| Lista Civica                                             | Adriana Greco Lambiase Accede al ballottaggio | 5.915                       | 38,09 | 959                       | 6,72   | 1     |       |
| Democratici di Sinistra                                  | Adriana Greco Lambiase Accede al ballottaggio | 5.915                       | 38,09 | 716                       | 5,02   | 1     |       |
| Udeur                                                    | Adriana Greco Lambiase Accede al ballottaggio | 5.915                       | 38,09 | 516                       | 3,62   | -     |       |
| Centro                                                   | Adriana Greco Lambiase Accede al ballottaggio | 5.915                       | 38,09 | 447                       | 3,13   | -     |       |
| Seggio al candidato sindaco                              | Seggio al candidato sindaco                   | Seggio al candidato sindaco | 38,09 | 1                         |        |       |       |
|                                                          | Pasquale Cuofano                              | 2.040                       | 13,14 | Lista Civica              | 804    | 5,64  | -     |
| Cdl                                                      | Pasquale Cuofano                              | 2.040                       | 13,14 | 443                       | 3,11   | -     |       |
| Seggio al candidato sindaco                              | Seggio al candidato sindaco                   | Seggio al candidato sindaco | 13,14 | 1                         |        |       |       |
|                                                          | Mario Iannone                                 | 1.557                       | 10,03 | Democrazia Europea        | 1.045  | 7,32  | 1     |
| Seggio al candidato sindaco                              | Seggio al candidato sindaco                   | Seggio al candidato sindaco | 10,03 | 1                         |        |       |       |
|                                                          | Gaetano Pedone                                | 834                         | 5,37  | Lista Civica              | 550    | 3,86  | -     |
|                                                          | Maria Rosaria Attanasio                       | 432                         | 2,78  | Italia dei Valori         | 230    | 1,61  | -     |
| Totale                                                   | Totale                                        | 14.267                      | 100   |                           | 15.528 | 100   | 20    |

### Sarno
| Candidati                                                | Candidati                   | Voti                        | %     | Liste              | Voti   | %     | Seggi |
| -------------------------------------------------------- | --------------------------- | --------------------------- | ----- | ------------------ | ------ | ----- | ----- |
|                                                          | Giuseppe Canfora            | 8.336                       | 41,53 | La Margherita      | 4.132  | 22,52 | 10    |
| Democratici di Sinistra                                  | Giuseppe Canfora            | 8.336                       | 41,53 | 2.818              | 15,36  | 7     |       |
| Lista civica di centro-sinistra                          | Giuseppe Canfora            | 8.336                       | 41,53 | 754                | 4,11   | 1     |       |
|                                                          | Amilcare Mancusi            | 5.557                       | 27,69 | Forza Italia       | 3.706  | 20,20 | 4     |
| Lista civica di centro-destra                            | Amilcare Mancusi            | 5.557                       | 27,69 | 1.480              | 8,07   | 1     |       |
| Destra                                                   | Amilcare Mancusi            | 5.557                       | 27,69 | 227                | 1,24   | 1     |       |
| Seggio al candidato sindaco                              | Seggio al candidato sindaco | Seggio al candidato sindaco | 27,69 | 1                  |        |       |       |
|                                                          | Nicola Laudisio             | 3.816                       | 19,01 | Città Nuova        | 2.452  | 13,36 | 2     |
| Democrazia Europea                                       | Nicola Laudisio             | 3.816                       | 19,01 | 636                | 3,47   | -     |       |
| Seggio al candidato sindaco                              | Seggio al candidato sindaco | Seggio al candidato sindaco | 19,01 | 1                  |        |       |       |
|                                                          | Antonio Rizzo               | 2.361                       | 11,76 | Alleanza Nazionale | 1.696  | 9,24  | 1     |
| Centro Cristiano Democratico-Cristiani Democratici Uniti | Antonio Rizzo               | 2.361                       | 11,76 | 446                | 2,43   | -     |       |
| Seggio al candidato sindaco                              | Seggio al candidato sindaco | Seggio al candidato sindaco | 11,76 | 1                  |        |       |       |
| Totale                                                   | Totale                      | 18.347                      | 100   |                    | 20.070 | 100   | 30    |